# Вулиця 2-га лінія Бомбор (Севастополь)
Вулиця 2-га лінія Бомбор (крим. 2 sızıq Bombor soqaq) — вулиця в Нахімовському районі Севастополя, в районі Бомбори.